# IC 853
IC 853 = IC 4205 ist eine ringförmige Balken-Spiralgalaxie vom Hubble-Typ SBab im Sternbild Großer Bär am Nordsternhimmel. Sie ist schätzungsweise 324 Millionen Lichtjahre von der Milchstraße entfernt und hat einen Durchmesser von etwa 150.000 Lichtjahren. 

Im selben Himmelsareal befinden sich u. a. die Galaxien NGC 4987 und NGC 5001.
Das Objekt wurde am 8. Juni 1890 vom US-amerikanischen Astronomen Edward Swift entdeckt.